# Andrew Mills
Andrew Mills es un deportista británico que compitió en vela en la clase Finn. Ganó una medalla de bronce en el Campeonato Europeo de Finn de 2011.

## Palmarés internacional
| \| Campeonato Europeo \| Campeonato Europeo \| Campeonato Europeo \| Campeonato Europeo \| \| Año \| Lugar \| Medalla \| Clase \| \| ------------------ \| -------------------- \| ------------------ \| ------------------ \| \| 2011 \| Helsinki (Finlandia) \| Medalla de bronce \| Finn \| |                      |                   |       |
| Campeonato Europeo |                      |                   |       |
| Año | Lugar                | Medalla           | Clase |
| 2011 | Helsinki (Finlandia) | Medalla de bronce | Finn  |